# Mount Ida (Wisconsin)
Mount Ida es un pueblo ubicado en el condado de Grant en el estado estadounidense de Wisconsin. En el Censo de 2010 tenía una población de 561 habitantes y una densidad poblacional de 5,96 personas por km².

## Geografía
Mount Ida se encuentra ubicado en las coordenadas 42°59′18″N 90°43′31″O / 42.98833, -90.72528. Según la Oficina del Censo de los Estados Unidos, Mount Ida tiene una superficie total de 94.06 km², de la cual 94.06 km² corresponden a tierra firme y (0%) 0 km² es agua.

## Demografía
Según el censo de 2010, había 561 personas residiendo en Mount Ida. La densidad de población era de 5,96 hab./km². De los 561 habitantes, Mount Ida estaba compuesto por el 98.04% blancos, el 0.36% eran afroamericanos, el 0% eran amerindios, el 0.53% eran asiáticos, el 0% eran isleños del Pacífico, el 1.07% eran de otras razas y el 0% pertenecían a dos o más razas. Del total de la población el 1.78% eran hispanos o latinos de cualquier raza.